# 1810 au Canada
Pour un article plus général, voir Chronologie du Canada.
Cet article traite des événements qui se sont produits durant l'année 1810 au Canada.

## Événements
- 27 janvier : début de la 5e législature du Nouveau-Brunswick.
- 29 janvier : début de la Sixième législature du Bas-Canada.
- 23 février : l’Assemblée législative du Bas-Canada vote l’expulsion du juge Pierre-Amable de Bonne.
- 1er mars : dissolution de la Sixième législature du Bas-Canada.
- 10 mars : Jonathan Sewell et Pierre-Amable De Bonne fondent le journal Le Vrai Canadien qui prend position de défendre les politiques du gouvernement.
- 12 mars à avril : élection de la Septième législature du Bas-Canada.
- 17 mars : saisie des presses du journal  Le Canadien .
- 19 mars : le gouverneur James Henry Craig fait arrêter les propriétaires du journal Le Canadien dont François Blanchet et Pierre-Stanislas Bédard.
- 1er mai : le gouverneur recommande au roi d’unir le Haut-Canada au Bas-Canada.
- Août : Construction du Chemin Craig pour relier la ville de Québec aux villes américaines.
- Décembre : début de la Septième législature du Bas-Canada.
- Construction du Fort Carlton près de la Rivière Saskatchewan Nord par la compagnie de la Baie d'Hudson.
- La Compagnie de la Baie d'Hudson réorganise son action dans l’Athabaska pour lutter contre la Compagnie du Nord-Ouest.

## Naissances
- Charles Connell, marchand et homme politique fédéral provenant du Nouveau-Brunswick.
- 3 septembre : Paul Kane, artiste peintre.
- 20 septembre : George Coles (en), premier ministre de l'Île-du-Prince-Édouard.
- 29 septembre : Hugh Allan, homme d'affaires.

## Décès
- 9 avril : Alessandro Malaspina, explorateur (° 5 novembre 1754).
- 3 novembre : Joseph Drapeau, seigneur et politicien (° 13 avril 1752).
- 22 juillet : Pierre Legras Pierreville, politicien (° 18 novembre 1738).
- 12 septembre : Joseph Frobisher (en), commerçant de fourrure pour la Compagnie du Nord-Ouest.
- 6 novembre : Nicolas Gautier, marin acadien.